# Maria Königin des Friedens (Untervinxt)

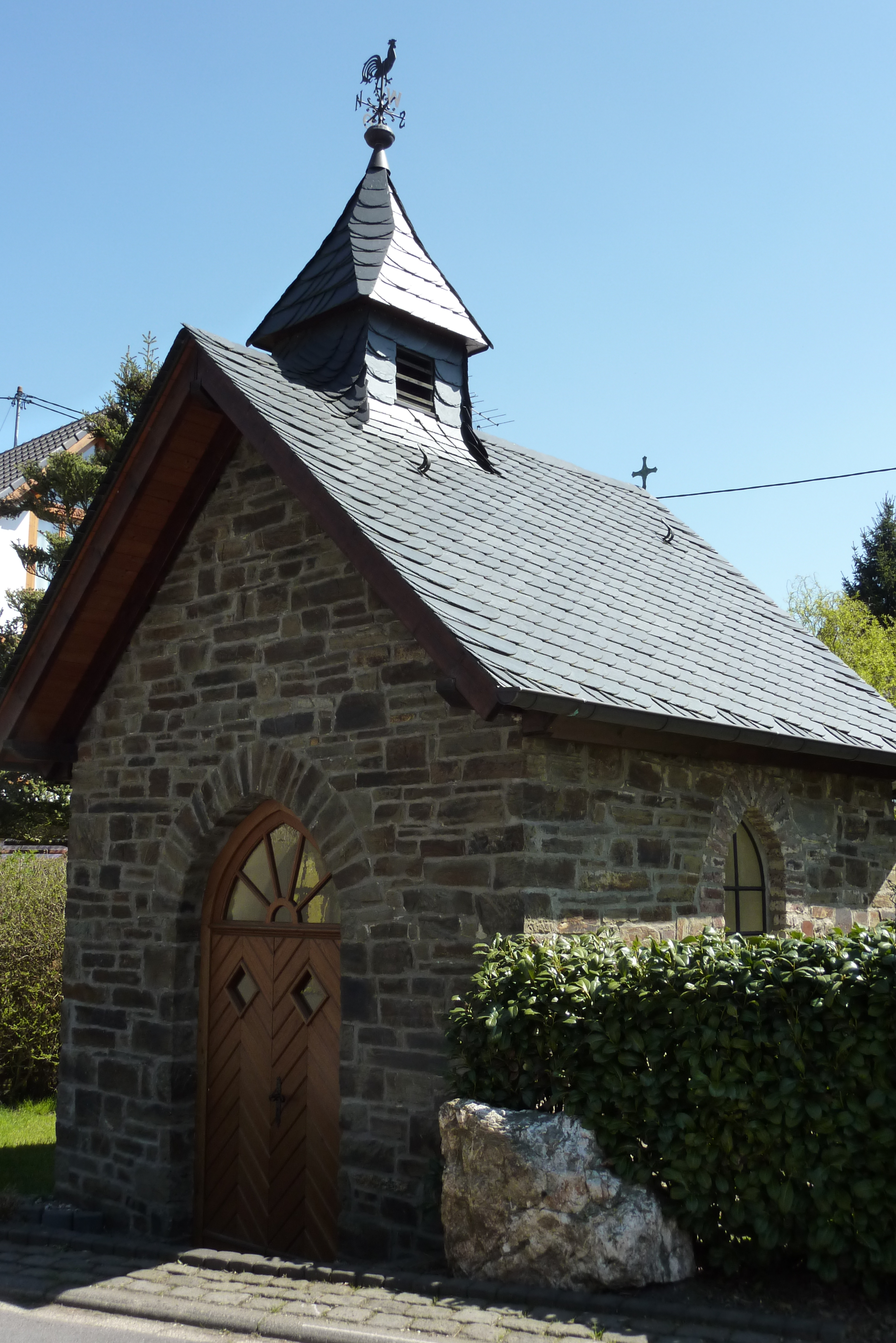
Kapelle Maria Königin in Untervinxt

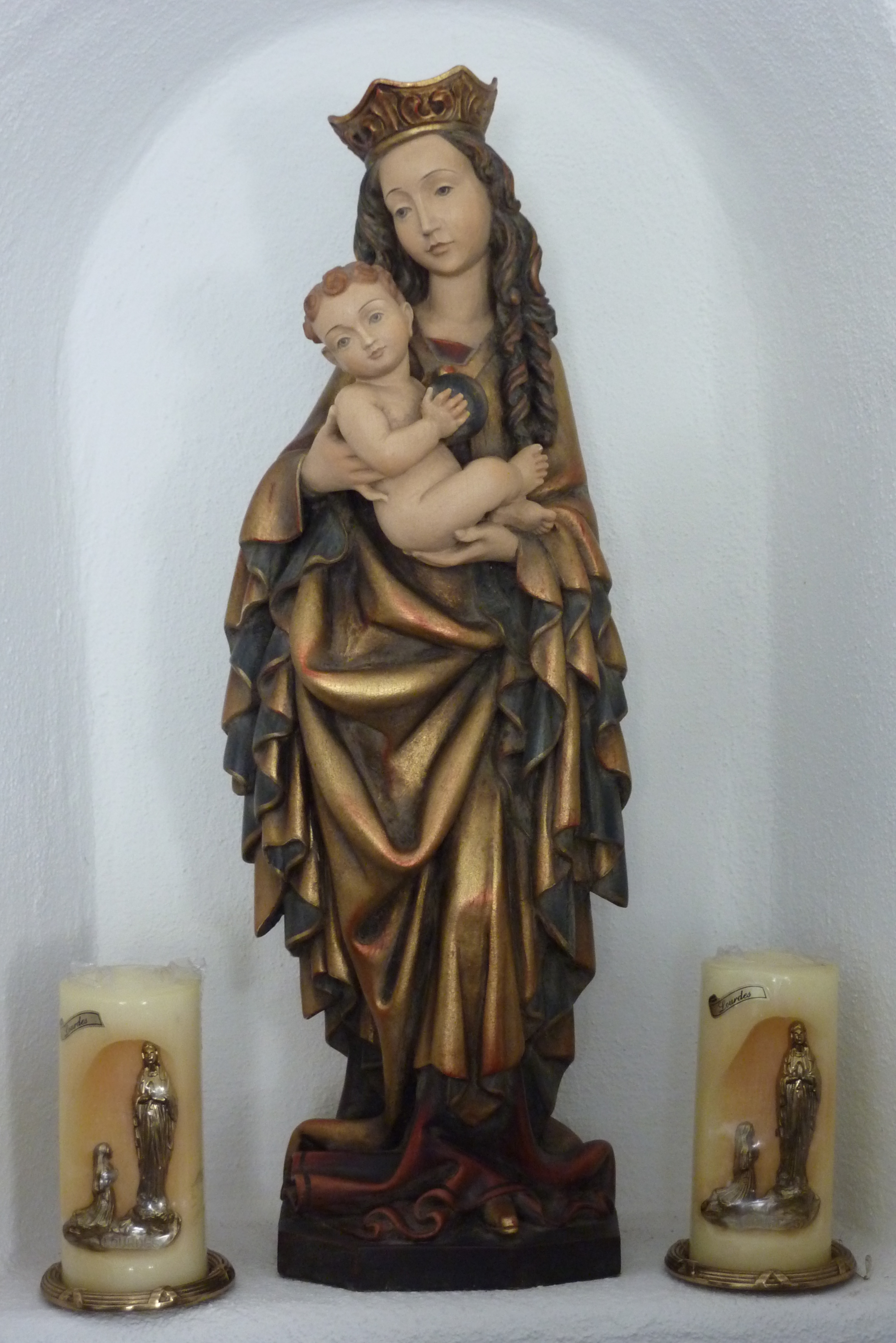
Madonna mit Kind in der Kapelle Untervinxt

Die Kapelle Maria Königin des Friedens in Untervinxt, einem Ortsteil der Ortsgemeinde Schalkenbach im Landkreis Ahrweiler (Rheinland-Pfalz), wurde um 1900 erbaut und befindet sich in der Hardtstraße.

## Geschichte
Die Kapelle, ein Saalbau, wurde um 1900 von Maria Elisabeth Knieps gestiftet und blieb in Privatbesitz der Erben bis 2002. Nachdem diese das baufällig gewordene Gebäude der Ortsgemeinde übereignet hatten, wurde die Kapelle renoviert und mit einem Glockenstuhl versehen. Ebenso wurde eine Glocke angeschafft, die folgende Inschrift trägt: Maria Königin des Friedens bitte für uns.
Am 22. August 2004 wurde die Kapelle unter dem Namen Maria Königin des Friedens wieder eingeweiht. Drei Schnitzfiguren schmücken das Innere: Die Mutter Gottes mit Kind und Krone als Königin, der Heilige Josef als Schutzpatron der Handwerker und Arbeiter und die Heilige Elisabeth, die Wohltäterin der Armen und Hilfsbedürftigen.